# Michael Kuonen
Michael Kuonen (10 de junio de 1991) es un deportista suizo que compite en bobsleigh. Ganó una medalla de plata en el Campeonato Europeo de Bobsleigh de 2018, en la prueba doble.

## Palmarés internacional
| Campeonato Europeo | Campeonato Europeo | Campeonato Europeo | Campeonato Europeo |
| Año                | Lugar              | Medalla            | Prueba             |
| ------------------ | ------------------ | ------------------ | ------------------ |
| 2018               | Igls (Austria)     | Medalla de plata   | Doble              |